# Olegário Benquerença
Olegário Manuel Bártolo Faustino Benquerença (Leiria, 18 de outubro de 1969) é um ex-árbitro de futebol português.
Agente de seguros, tornou-se árbitro FIFA desde 2001. Participou das Eliminatórias da Copa do Mundo FIFA de 2006 e 2010; Campeonato Mundial de Futebol Sub-20 2003 e 2009 e Liga dos Campeões da UEFA de 2003 até ao fim da sua carreira.
Retirou-se da actividade de árbitro aos 45 anos num jogo no Estádio do Dragão.
Foi parodiado com os famosos versos "Abre os olhos Olegário, quando a bola passa a linha é golo no meu dicionário". 

## Copa do Mundo 2010
Selecionado para participar da Copa do Mundo FIFA 2010, juntamente com os assistentes e compatriotas José Cardinal e Bertino Miranda.